# سباق أوملوب هيت نيوسبلاد للسيدات 2023
سباق أوملوب هيت نيوسبلاد للسيدات 2023 (بالفرنسية: Circuit Het Nieuwsblad féminin 2023) هو سباق دراجات هوائية، وهو الموسم الثامن عشر من سباق أوملوب هيت نيوسبلاد للسيدات ‏، وأقيم في 25 فبراير 2023 ضمن سباقات طواف العالم للدراجات للسيدات 2023، وشارك فيه  142 متسابقاً ووصل إلى نهايته  109 متسابقاً.
فاز بالمركز الأول لوت كوبيكي، وفاز بالمركز الثاني لورينا ويبيس، وفاز بالمركز الثالث مارتا باستيانيلي، وتصدر تصنيف طواف العالم أماندا سبرات.

## الفرق
| فرق سيدات عالمية (15)- كانيون–إس آر إيه إم ريسينغ 2023 ‏ - فريق سنويب للسيدات ‏ - EF Education–Tibco–SVB ‏ - FDJ–Suez ‏ - بلانتور بورا سيلينج تيم ‏ - رالي سايكلنج 2023 ‏ - فريق كوجياس ميتلر لوك برو للدراجات ‏ - جامبو فيسما للسيدات ‏ - ليف ريسينغ ‏ - موفيستار للسيدات ‏ - Liv AlUla Jayco ‏ - إس دي وركس 2023 ‏ - Lidl–Trek (women's team) ‏ - يو أي أيه تيم 2023 ‏ - فريق أونو إكس برو للدراجات للسيدات 2023 ‏ فرق دراجات قارية سيدات (8)- إن إكس تي جي ريسينغ ‏ - Ceratizit Pro Cycling ‏ - Cofidis Women Team ‏ - بنجوال شوفالمير ‏ - دروبز ‏ - لوتو بيليسول للسيدات ‏ - باركهوتل فالكنبورغ 2023 ‏ - Proximus-Alphamotorhomes-Doltcini CT‏ |  |
| |  |

## المشاركون
| موفيستار للسيدات ‏ MOV | موفيستار للسيدات ‏ MOV    | موفيستار للسيدات ‏ MOV |
| --------------------- | ------------------------ | --------------------- |
| م                     | عداء                     | مرتبة                 |
| 1                     | أنيميك فان فليوتن (طريق) | 66                    |
| 2                     | أود بيانيك               | 68                    |
| 3                     | Emma Norsgaard           | 4                     |
| 4                     | ليان ليبرت (طريق)        | 23                    |
| 5                     | فلورتجي ماكايج           | 21                    |
| 6                     | أرلينيس سيرا (طريق)      | 27                    |

| بلانتور بورا سيلينج تيم ‏ FED | بلانتور بورا سيلينج تيم ‏ FED    | بلانتور بورا سيلينج تيم ‏ FED |
| ---------------------------- | ------------------------------- | ---------------------------- |
| م                            | عداء                            | مرتبة                        |
| 11                           | Kim de Baat ‏ (طريق)             | لم يكمل السباق               |
| 12                           | Julie De Wilde ‏                 | 36                           |
| 13                           | Evy Kuijpers ‏                   | 56                           |
| 14                           | ساني كانت                       | لم يكمل السباق               |
| 15                           | Carina Schrempf ‏                | 81                           |
| 16                           | Christina Schweinberger ‏ (طريق) | 8                            |

| كانيون–إس آر إيه إم ‏ CSR | كانيون–إس آر إيه إم ‏ CSR | كانيون–إس آر إيه إم ‏ CSR |
| ------------------------ | ------------------------ | ------------------------ |
| م                        | عداء                     | مرتبة                    |
| 21                       | Shari Bossuyt ‏           | 15                       |
| 22                       | Alice Towers ‏ (طريق)     | 101                      |
| 23                       | كاتارزينا نيفيادوما      | 24                       |
| 24                       | ثريا بالادين             | 9                        |
| 26                       | Maike van der Duin ‏      | 34                       |

| EF Education–Tibco–SVB ‏ TIB | EF Education–Tibco–SVB ‏ TIB | EF Education–Tibco–SVB ‏ TIB |
| --------------------------- | --------------------------- | --------------------------- |
| م                           | عداء                        | مرتبة                       |
| 31                          | Zoe Bäckstedt ‏              | 70                          |
| 32                          | Letizia Borghesi ‏           | 89                          |
| 33                          | Clara Honsinger ‏            | 93                          |
| 34                          | أليسون جاكسون               | 31                          |
| 35                          | Sara Poidevin ‏              | 107                         |
| 36                          | لورين ستيفنز                | 77                          |

| FDJ–Suez ‏ FST | FDJ–Suez ‏ FST              | FDJ–Suez ‏ FST  |
| ------------- | -------------------------- | -------------- |
| م             | عداء                       | مرتبة          |
| 41            | Loes Adegeest ‏             | 29             |
| 42            | غريس براون                 | 16             |
| 43            | مارتا كافالي               | لم يكمل السباق |
| 44            | Vittoria Guazzini ‏         | 41             |
| 45            | Marie Le Net ‏              | 46             |
| 46            | سيسيلي أوتوب لودفيغ (طريق) | 20             |

| رالي سايكلنج ‏ HPW | رالي سايكلنج ‏ HPW   | رالي سايكلنج ‏ HPW |
| ----------------- | ------------------- | ----------------- |
| م                 | عداء                | مرتبة             |
| 51                | Alice Barnes        | 38                |
| 52                | Henrietta Christie ‏ | 60                |
| 53                | Eri Yonamine ‏       | 69                |
| 54                | Kaia Schmid ‏        | لم يكمل السباق    |
| 55                | Barbara Malcotti ‏   | 45                |
| 56                | Jesse Vandenbulcke ‏ | 42                |

| فريق كوجياس ميتلر لوك برو للدراجات ‏ CGS | فريق كوجياس ميتلر لوك برو للدراجات ‏ CGS | فريق كوجياس ميتلر لوك برو للدراجات ‏ CGS |
| --------------------------------------- | --------------------------------------- | --------------------------------------- |
| م                                       | عداء                                    | مرتبة                                   |
| 61                                      | كارولين باور (طريق)                     | لم يبدأ                                 |
| 62                                      | Sofia Collinelli ‏                       | لم يكمل السباق                          |
| 63                                      | Fien Delbaere ‏                          | لم يكمل السباق                          |
| 65                                      | إيلينا بيروني                           | لم يكمل السباق                          |
| 66                                      | Lara Vieceli ‏                           | لم يكمل السباق                          |

| ليف ريسينغ ‏ LIV | ليف ريسينغ ‏ LIV   | ليف ريسينغ ‏ LIV |
| --------------- | ----------------- | --------------- |
| م               | عداء              | مرتبة           |
| 71              | Rachele Barbieri ‏ | 64              |
| 72              | إيفا بورمان       | 84              |
| 73              | Valerie Demey ‏    | 102             |
| 74              | Marta Jaskulska ‏  | 37              |
| 75              | Quinty Ton ‏       | 7               |
| 76              | Silke Smulders ‏   | 59              |

| فريق سنويب للسيدات ‏ DSM | فريق سنويب للسيدات ‏ DSM | فريق سنويب للسيدات ‏ DSM |
| ----------------------- | ----------------------- | ----------------------- |
| م                       | عداء                    | مرتبة                   |
| 81                      | فايفر جورجي             | 5                       |
| 82                      | Daniek Hengeveld ‏       | لم يكمل السباق          |
| 83                      | Megan Jastrab ‏          | 79                      |
| 84                      | فرانشيسكا كوش ‏          | 35                      |
| 85                      | Charlotte Kool ‏         | 97                      |
| 86                      | NED                     | لم يكمل السباق          |

| Liv AlUla Jayco ‏ BEX | Liv AlUla Jayco ‏ BEX | Liv AlUla Jayco ‏ BEX |
| -------------------- | -------------------- | -------------------- |
| م                    | عداء                 | مرتبة                |
| 91                   | جيسيكا ألين          | 103                  |
| 92                   | Ingvild Gåskjenn ‏    | 62                   |
| 93                   | Georgie Howe ‏        | 40                   |
| 94                   | نينا كيسلر           | 30                   |
| 95                   | ليتيزيا باتيرنوستر   | 88                   |
| 96                   | Alyssa Polites ‏      | لم يكمل السباق       |

| جامبو فيسما للسيدات ‏ TJV | جامبو فيسما للسيدات ‏ TJV | جامبو فيسما للسيدات ‏ TJV |
| ------------------------ | ------------------------ | ------------------------ |
| م                        | عداء                     | مرتبة                    |
| 101                      | آنا هندرسون              | 22                       |
| 102                      | Amber Kraak ‏             | 54                       |
| 103                      | ريجان ماركوس (طريق)      | 19                       |
| 104                      | Linda Riedmann ‏          | 75                       |
| 105                      | Coryn Labecki            | 39                       |
| 106                      | Karlijn Swinkels ‏        | 11                       |

| إس دي وركس ‏ SDW | إس دي وركس ‏ SDW       | إس دي وركس ‏ SDW |
| --------------- | --------------------- | --------------- |
| م               | عداء                  | مرتبة           |
| 111             | لوت كوبيكي            | 1               |
| 112             | كريستين ماجروس (طريق) | 55              |
| 113             | إيلينا سيتشيني        | 67              |
| 114             | مارلين رويسر          | 14              |
| 115             | ديمي فوليرينغ         | 17              |
| 116             | لورينا ويبيس (طريق)   | 2               |

| Lidl–Trek (women's team) ‏ TFS | Lidl–Trek (women's team) ‏ TFS | Lidl–Trek (women's team) ‏ TFS |
| ----------------------------- | ----------------------------- | ----------------------------- |
| م                             | عداء                          | مرتبة                         |
| 121                           | إليسا بالسامو (طريق)          | 61                            |
| 122                           | برودي شابمان (طريق)           | 65                            |
| 123                           | ليزا كلاين                    | 99                            |
| 124                           | إليسا ونغو بورغيني            | 10                            |
| 125                           | Ilaria Sanguineti ‏            | 98                            |
| 126                           | Lauretta Hanson ‏              | 58                            |

| يو أي أيه تيم ‏ UAD | يو أي أيه تيم ‏ UAD   | يو أي أيه تيم ‏ UAD |
| ------------------ | -------------------- | ------------------ |
| م                  | عداء                 | مرتبة              |
| 131                | مارتا باستيانيلي     | 3                  |
| 132                | ألينا أمياليوسيك     | 25                 |
| 133                | صوفيا بيرتيزولو      | 13                 |
| 134                | يوجينة بوجاك (طريق)  | 52                 |
| 135                | إليزابيث هولدن       | 28                 |
| 136                | Eleonora Gasparrini ‏ | 26                 |

| فريق أونو إكس برو للدراجات للسيدات ‏ UXT | فريق أونو إكس برو للدراجات للسيدات ‏ UXT | فريق أونو إكس برو للدراجات للسيدات ‏ UXT |
| --------------------------------------- | --------------------------------------- | --------------------------------------- |
| م                                       | عداء                                    | مرتبة                                   |
| 141                                     | سوزان أندرسن                            | 78                                      |
| 142                                     | هانا بارنز                              | لم يكمل السباق                          |
| 143                                     | ماريا جوليا كونفالونيري                 | 32                                      |
| 144                                     | أنوسكا كوستر                            | 6                                       |
| 145                                     | Amalie Lutro ‏                           | لم يكمل السباق                          |
| 146                                     | NOR                                     | 72                                      |

| Ceratizit Pro Cycling ‏ WNT | Ceratizit Pro Cycling ‏ WNT | Ceratizit Pro Cycling ‏ WNT |
| -------------------------- | -------------------------- | -------------------------- |
| م                          | عداء                       | مرتبة                      |
| 151                        | Alice Maria Arzuffi ‏       | 18                         |
| 152                        | Nina Berton ‏               | 48                         |
| 153                        | Mylène de Zoete ‏           | 109                        |
| 154                        | Laura Asencio ‏             | لم يكمل السباق             |
| 155                        | Kathrin Schweinberger ‏     | 96                         |
| 156                        | Lea Lin Teutenberg ‏        | 95                         |

| دروبز ‏ DRP | دروبز ‏ DRP          | دروبز ‏ DRP     |
| ---------- | ------------------- | -------------- |
| م          | عداء                | مرتبة          |
| 161        | إيلا هاريس          | 43             |
| 162        | Maria Novolodskaya ‏ | 44             |
| 163        | Typhaine Laurance ‏  | 87             |
| 164        | April Tacey ‏        | لم يكمل السباق |
| 165        | NED                 | لم يكمل السباق |
| 166        | Margaux Vigié ‏      | 12             |

| إن إكس تي جي ريسينغ ‏ AGS | إن إكس تي جي ريسينغ ‏ AGS | إن إكس تي جي ريسينغ ‏ AGS |
| ------------------------ | ------------------------ | ------------------------ |
| م                        | عداء                     | مرتبة                    |
| 171                      | Maaike Boogaard ‏         | 47                       |
| 172                      | Julia Borgström ‏         | 100                      |
| 173                      | Marthe Goossens ‏         | 50                       |
| 174                      | رومي كاسبر               | 63                       |
| 175                      | Ilse Pluimers ‏           | 53                       |
| 176                      | Nicole Steigenga ‏        | 33                       |

| اركيا للسيدات ‏ ARK | اركيا للسيدات ‏ ARK       | اركيا للسيدات ‏ ARK |
| ------------------ | ------------------------ | ------------------ |
| م                  | عداء                     | مرتبة              |
| 181                | Maaike Coljé ‏            | 74                 |
| 182                | Maryanne Hinault‏         | لم يكمل السباق     |
| 183                | Megan Armitage ‏          | 76                 |
| 184                | Marie-Morgane Le Deunff ‏ | 71                 |
| 185                | FRA                      | لم يكمل السباق     |
| 186                | Maurène Trégouët ‏        | لم يكمل السباق     |

| Cofidis Women Team ‏ COF | Cofidis Women Team ‏ COF  | Cofidis Women Team ‏ COF |
| ----------------------- | ------------------------ | ----------------------- |
| م                       | عداء                     | مرتبة                   |
| 191                     | Martina Alzini ‏          | 91                      |
| 192                     | Flavie Boulais ‏          | لم يكمل السباق          |
| 193                     | Alana Castrique ‏         | 57                      |
| 194                     | Špela Kern ‏              | 92                      |
| 195                     | Gabrielle Pilote Fortin ‏ | لم يكمل السباق          |
| 196                     | Josie Talbot ‏ (طريق)     | 106                     |

| بنجوال شوفالمير ‏ DCH | بنجوال شوفالمير ‏ DCH | بنجوال شوفالمير ‏ DCH |
| -------------------- | -------------------- | -------------------- |
| م                    | عداء                 | مرتبة                |
| 201                  | Antonia Gröndahl ‏    | 94                   |
| 202                  | Nathalie Bex ‏        | لم يكمل السباق       |
| 203                  | Danique Braam ‏       | 104                  |
| 204                  | مالين إريكسن ‏ (طريق) | 108                  |
| 205                  | Andrea Martinez‏      | لم يكمل السباق       |
| 206                  | كيلي فان دن ستين     | لم يكمل السباق       |

| لوتو بيليسول للسيدات ‏ LDL | لوتو بيليسول للسيدات ‏ LDL | لوتو بيليسول للسيدات ‏ LDL |
| ------------------------- | ------------------------- | ------------------------- |
| م                         | عداء                      | مرتبة                     |
| 211                       | Kristýna Burlová ‏         | 85                        |
| 212                       | Katrijn De Clercq ‏        | 80                        |
| 213                       | Mieke Docx ‏               | 82                        |
| 214                       | Marla Sigmund ‏            | 105                       |
| 215                       | Julie Sap‏                 | لم يكمل السباق            |
| 216                       | Quinty van de Guchte ‏     | 86                        |

| باركهوتل فالكنبورغ ‏ PHV | باركهوتل فالكنبورغ ‏ PHV | باركهوتل فالكنبورغ ‏ PHV |
| ----------------------- | ----------------------- | ----------------------- |
| م                       | عداء                    | مرتبة                   |
| 221                     | Nicole Frain ‏ (طريق)    | 73                      |
| 222                     | Femke Gerritse ‏         | 49                      |
| 223                     | NED                     | 83                      |
| 224                     | Lieke Nooijen ‏          | 90                      |
| 225                     | Quinty Schoens ‏         | 51                      |
| 226                     | BEL                     | لم يكمل السباق          |

| Proximus-Alphamotorhomes-Doltcini‏ ___ | Proximus-Alphamotorhomes-Doltcini‏ ___ | Proximus-Alphamotorhomes-Doltcini‏ ___ |
| ------------------------------------- | ------------------------------------- | ------------------------------------- |
| م                                     | عداء                                  | مرتبة                                 |
| 231                                   | Trine Holmsgaard ‏                     | لم يكمل السباق                        |
| 232                                   | NED                                   | لم يكمل السباق                        |
| 233                                   | Febe Schokkaert‏                       | لم يكمل السباق                        |
| 234                                   | Melissa Hofman‏                        | لم يكمل السباق                        |
| 235                                   | Céline van Houtum‏                     | لم يكمل السباق                        |
| 236                                   | Nienke Wasmus ‏                        | لم يكمل السباق                        |

| موفيستار للسيدات ‏ MOV | موفيستار للسيدات ‏ MOV    | موفيستار للسيدات ‏ MOV |
| --------------------- | ------------------------ | --------------------- |
| م                     | عداء                     | مرتبة                 |
| 1                     | أنيميك فان فليوتن (طريق) | 66                    |
| 2                     | أود بيانيك               | 68                    |
| 3                     | Emma Norsgaard           | 4                     |
| 4                     | ليان ليبرت (طريق)        | 23                    |
| 5                     | فلورتجي ماكايج           | 21                    |
| 6                     | أرلينيس سيرا (طريق)      | 27                    |

| بلانتور بورا سيلينج تيم ‏ FED | بلانتور بورا سيلينج تيم ‏ FED    | بلانتور بورا سيلينج تيم ‏ FED |
| ---------------------------- | ------------------------------- | ---------------------------- |
| م                            | عداء                            | مرتبة                        |
| 11                           | Kim de Baat ‏ (طريق)             | لم يكمل السباق               |
| 12                           | Julie De Wilde ‏                 | 36                           |
| 13                           | Evy Kuijpers ‏                   | 56                           |
| 14                           | ساني كانت                       | لم يكمل السباق               |
| 15                           | Carina Schrempf ‏                | 81                           |
| 16                           | Christina Schweinberger ‏ (طريق) | 8                            |

| كانيون–إس آر إيه إم ‏ CSR | كانيون–إس آر إيه إم ‏ CSR | كانيون–إس آر إيه إم ‏ CSR |
| ------------------------ | ------------------------ | ------------------------ |
| م                        | عداء                     | مرتبة                    |
| 21                       | Shari Bossuyt ‏           | 15                       |
| 22                       | Alice Towers ‏ (طريق)     | 101                      |
| 23                       | كاتارزينا نيفيادوما      | 24                       |
| 24                       | ثريا بالادين             | 9                        |
| 26                       | Maike van der Duin ‏      | 34                       |

| EF Education–Tibco–SVB ‏ TIB | EF Education–Tibco–SVB ‏ TIB | EF Education–Tibco–SVB ‏ TIB |
| --------------------------- | --------------------------- | --------------------------- |
| م                           | عداء                        | مرتبة                       |
| 31                          | Zoe Bäckstedt ‏              | 70                          |
| 32                          | Letizia Borghesi ‏           | 89                          |
| 33                          | Clara Honsinger ‏            | 93                          |
| 34                          | أليسون جاكسون               | 31                          |
| 35                          | Sara Poidevin ‏              | 107                         |
| 36                          | لورين ستيفنز                | 77                          |

| FDJ–Suez ‏ FST | FDJ–Suez ‏ FST              | FDJ–Suez ‏ FST  |
| ------------- | -------------------------- | -------------- |
| م             | عداء                       | مرتبة          |
| 41            | Loes Adegeest ‏             | 29             |
| 42            | غريس براون                 | 16             |
| 43            | مارتا كافالي               | لم يكمل السباق |
| 44            | Vittoria Guazzini ‏         | 41             |
| 45            | Marie Le Net ‏              | 46             |
| 46            | سيسيلي أوتوب لودفيغ (طريق) | 20             |

| رالي سايكلنج ‏ HPW | رالي سايكلنج ‏ HPW   | رالي سايكلنج ‏ HPW |
| ----------------- | ------------------- | ----------------- |
| م                 | عداء                | مرتبة             |
| 51                | Alice Barnes        | 38                |
| 52                | Henrietta Christie ‏ | 60                |
| 53                | Eri Yonamine ‏       | 69                |
| 54                | Kaia Schmid ‏        | لم يكمل السباق    |
| 55                | Barbara Malcotti ‏   | 45                |
| 56                | Jesse Vandenbulcke ‏ | 42                |

| فريق كوجياس ميتلر لوك برو للدراجات ‏ CGS | فريق كوجياس ميتلر لوك برو للدراجات ‏ CGS | فريق كوجياس ميتلر لوك برو للدراجات ‏ CGS |
| --------------------------------------- | --------------------------------------- | --------------------------------------- |
| م                                       | عداء                                    | مرتبة                                   |
| 61                                      | كارولين باور (طريق)                     | لم يبدأ                                 |
| 62                                      | Sofia Collinelli ‏                       | لم يكمل السباق                          |
| 63                                      | Fien Delbaere ‏                          | لم يكمل السباق                          |
| 65                                      | إيلينا بيروني                           | لم يكمل السباق                          |
| 66                                      | Lara Vieceli ‏                           | لم يكمل السباق                          |

| ليف ريسينغ ‏ LIV | ليف ريسينغ ‏ LIV   | ليف ريسينغ ‏ LIV |
| --------------- | ----------------- | --------------- |
| م               | عداء              | مرتبة           |
| 71              | Rachele Barbieri ‏ | 64              |
| 72              | إيفا بورمان       | 84              |
| 73              | Valerie Demey ‏    | 102             |
| 74              | Marta Jaskulska ‏  | 37              |
| 75              | Quinty Ton ‏       | 7               |
| 76              | Silke Smulders ‏   | 59              |

| فريق سنويب للسيدات ‏ DSM | فريق سنويب للسيدات ‏ DSM | فريق سنويب للسيدات ‏ DSM |
| ----------------------- | ----------------------- | ----------------------- |
| م                       | عداء                    | مرتبة                   |
| 81                      | فايفر جورجي             | 5                       |
| 82                      | Daniek Hengeveld ‏       | لم يكمل السباق          |
| 83                      | Megan Jastrab ‏          | 79                      |
| 84                      | فرانشيسكا كوش ‏          | 35                      |
| 85                      | Charlotte Kool ‏         | 97                      |
| 86                      | NED                     | لم يكمل السباق          |

| Liv AlUla Jayco ‏ BEX | Liv AlUla Jayco ‏ BEX | Liv AlUla Jayco ‏ BEX |
| -------------------- | -------------------- | -------------------- |
| م                    | عداء                 | مرتبة                |
| 91                   | جيسيكا ألين          | 103                  |
| 92                   | Ingvild Gåskjenn ‏    | 62                   |
| 93                   | Georgie Howe ‏        | 40                   |
| 94                   | نينا كيسلر           | 30                   |
| 95                   | ليتيزيا باتيرنوستر   | 88                   |
| 96                   | Alyssa Polites ‏      | لم يكمل السباق       |

| جامبو فيسما للسيدات ‏ TJV | جامبو فيسما للسيدات ‏ TJV | جامبو فيسما للسيدات ‏ TJV |
| ------------------------ | ------------------------ | ------------------------ |
| م                        | عداء                     | مرتبة                    |
| 101                      | آنا هندرسون              | 22                       |
| 102                      | Amber Kraak ‏             | 54                       |
| 103                      | ريجان ماركوس (طريق)      | 19                       |
| 104                      | Linda Riedmann ‏          | 75                       |
| 105                      | Coryn Labecki            | 39                       |
| 106                      | Karlijn Swinkels ‏        | 11                       |

| إس دي وركس ‏ SDW | إس دي وركس ‏ SDW       | إس دي وركس ‏ SDW |
| --------------- | --------------------- | --------------- |
| م               | عداء                  | مرتبة           |
| 111             | لوت كوبيكي            | 1               |
| 112             | كريستين ماجروس (طريق) | 55              |
| 113             | إيلينا سيتشيني        | 67              |
| 114             | مارلين رويسر          | 14              |
| 115             | ديمي فوليرينغ         | 17              |
| 116             | لورينا ويبيس (طريق)   | 2               |

| Lidl–Trek (women's team) ‏ TFS | Lidl–Trek (women's team) ‏ TFS | Lidl–Trek (women's team) ‏ TFS |
| ----------------------------- | ----------------------------- | ----------------------------- |
| م                             | عداء                          | مرتبة                         |
| 121                           | إليسا بالسامو (طريق)          | 61                            |
| 122                           | برودي شابمان (طريق)           | 65                            |
| 123                           | ليزا كلاين                    | 99                            |
| 124                           | إليسا ونغو بورغيني            | 10                            |
| 125                           | Ilaria Sanguineti ‏            | 98                            |
| 126                           | Lauretta Hanson ‏              | 58                            |

| يو أي أيه تيم ‏ UAD | يو أي أيه تيم ‏ UAD   | يو أي أيه تيم ‏ UAD |
| ------------------ | -------------------- | ------------------ |
| م                  | عداء                 | مرتبة              |
| 131                | مارتا باستيانيلي     | 3                  |
| 132                | ألينا أمياليوسيك     | 25                 |
| 133                | صوفيا بيرتيزولو      | 13                 |
| 134                | يوجينة بوجاك (طريق)  | 52                 |
| 135                | إليزابيث هولدن       | 28                 |
| 136                | Eleonora Gasparrini ‏ | 26                 |

| فريق أونو إكس برو للدراجات للسيدات ‏ UXT | فريق أونو إكس برو للدراجات للسيدات ‏ UXT | فريق أونو إكس برو للدراجات للسيدات ‏ UXT |
| --------------------------------------- | --------------------------------------- | --------------------------------------- |
| م                                       | عداء                                    | مرتبة                                   |
| 141                                     | سوزان أندرسن                            | 78                                      |
| 142                                     | هانا بارنز                              | لم يكمل السباق                          |
| 143                                     | ماريا جوليا كونفالونيري                 | 32                                      |
| 144                                     | أنوسكا كوستر                            | 6                                       |
| 145                                     | Amalie Lutro ‏                           | لم يكمل السباق                          |
| 146                                     | NOR                                     | 72                                      |

| Ceratizit Pro Cycling ‏ WNT | Ceratizit Pro Cycling ‏ WNT | Ceratizit Pro Cycling ‏ WNT |
| -------------------------- | -------------------------- | -------------------------- |
| م                          | عداء                       | مرتبة                      |
| 151                        | Alice Maria Arzuffi ‏       | 18                         |
| 152                        | Nina Berton ‏               | 48                         |
| 153                        | Mylène de Zoete ‏           | 109                        |
| 154                        | Laura Asencio ‏             | لم يكمل السباق             |
| 155                        | Kathrin Schweinberger ‏     | 96                         |
| 156                        | Lea Lin Teutenberg ‏        | 95                         |

| دروبز ‏ DRP | دروبز ‏ DRP          | دروبز ‏ DRP     |
| ---------- | ------------------- | -------------- |
| م          | عداء                | مرتبة          |
| 161        | إيلا هاريس          | 43             |
| 162        | Maria Novolodskaya ‏ | 44             |
| 163        | Typhaine Laurance ‏  | 87             |
| 164        | April Tacey ‏        | لم يكمل السباق |
| 165        | NED                 | لم يكمل السباق |
| 166        | Margaux Vigié ‏      | 12             |

| إن إكس تي جي ريسينغ ‏ AGS | إن إكس تي جي ريسينغ ‏ AGS | إن إكس تي جي ريسينغ ‏ AGS |
| ------------------------ | ------------------------ | ------------------------ |
| م                        | عداء                     | مرتبة                    |
| 171                      | Maaike Boogaard ‏         | 47                       |
| 172                      | Julia Borgström ‏         | 100                      |
| 173                      | Marthe Goossens ‏         | 50                       |
| 174                      | رومي كاسبر               | 63                       |
| 175                      | Ilse Pluimers ‏           | 53                       |
| 176                      | Nicole Steigenga ‏        | 33                       |

| اركيا للسيدات ‏ ARK | اركيا للسيدات ‏ ARK       | اركيا للسيدات ‏ ARK |
| ------------------ | ------------------------ | ------------------ |
| م                  | عداء                     | مرتبة              |
| 181                | Maaike Coljé ‏            | 74                 |
| 182                | Maryanne Hinault‏         | لم يكمل السباق     |
| 183                | Megan Armitage ‏          | 76                 |
| 184                | Marie-Morgane Le Deunff ‏ | 71                 |
| 185                | FRA                      | لم يكمل السباق     |
| 186                | Maurène Trégouët ‏        | لم يكمل السباق     |

| Cofidis Women Team ‏ COF | Cofidis Women Team ‏ COF  | Cofidis Women Team ‏ COF |
| ----------------------- | ------------------------ | ----------------------- |
| م                       | عداء                     | مرتبة                   |
| 191                     | Martina Alzini ‏          | 91                      |
| 192                     | Flavie Boulais ‏          | لم يكمل السباق          |
| 193                     | Alana Castrique ‏         | 57                      |
| 194                     | Špela Kern ‏              | 92                      |
| 195                     | Gabrielle Pilote Fortin ‏ | لم يكمل السباق          |
| 196                     | Josie Talbot ‏ (طريق)     | 106                     |

| بنجوال شوفالمير ‏ DCH | بنجوال شوفالمير ‏ DCH | بنجوال شوفالمير ‏ DCH |
| -------------------- | -------------------- | -------------------- |
| م                    | عداء                 | مرتبة                |
| 201                  | Antonia Gröndahl ‏    | 94                   |
| 202                  | Nathalie Bex ‏        | لم يكمل السباق       |
| 203                  | Danique Braam ‏       | 104                  |
| 204                  | مالين إريكسن ‏ (طريق) | 108                  |
| 205                  | Andrea Martinez‏      | لم يكمل السباق       |
| 206                  | كيلي فان دن ستين     | لم يكمل السباق       |

| لوتو بيليسول للسيدات ‏ LDL | لوتو بيليسول للسيدات ‏ LDL | لوتو بيليسول للسيدات ‏ LDL |
| ------------------------- | ------------------------- | ------------------------- |
| م                         | عداء                      | مرتبة                     |
| 211                       | Kristýna Burlová ‏         | 85                        |
| 212                       | Katrijn De Clercq ‏        | 80                        |
| 213                       | Mieke Docx ‏               | 82                        |
| 214                       | Marla Sigmund ‏            | 105                       |
| 215                       | Julie Sap‏                 | لم يكمل السباق            |
| 216                       | Quinty van de Guchte ‏     | 86                        |

| باركهوتل فالكنبورغ ‏ PHV | باركهوتل فالكنبورغ ‏ PHV | باركهوتل فالكنبورغ ‏ PHV |
| ----------------------- | ----------------------- | ----------------------- |
| م                       | عداء                    | مرتبة                   |
| 221                     | Nicole Frain ‏ (طريق)    | 73                      |
| 222                     | Femke Gerritse ‏         | 49                      |
| 223                     | NED                     | 83                      |
| 224                     | Lieke Nooijen ‏          | 90                      |
| 225                     | Quinty Schoens ‏         | 51                      |
| 226                     | BEL                     | لم يكمل السباق          |

| Proximus-Alphamotorhomes-Doltcini‏ ___ | Proximus-Alphamotorhomes-Doltcini‏ ___ | Proximus-Alphamotorhomes-Doltcini‏ ___ |
| ------------------------------------- | ------------------------------------- | ------------------------------------- |
| م                                     | عداء                                  | مرتبة                                 |
| 231                                   | Trine Holmsgaard ‏                     | لم يكمل السباق                        |
| 232                                   | NED                                   | لم يكمل السباق                        |
| 233                                   | Febe Schokkaert‏                       | لم يكمل السباق                        |
| 234                                   | Melissa Hofman‏                        | لم يكمل السباق                        |
| 235                                   | Céline van Houtum‏                     | لم يكمل السباق                        |
| 236                                   | Nienke Wasmus ‏                        | لم يكمل السباق                        |

## التصنيف العام النهائي
| التصنيف العام         | التصنيف العام            | التصنيف العام                       | التصنيف العام | التصنيف العام |
| المتسابقة             | المتسابقة                | الفريق                              | الوقت         |               |
| --------------------- | ------------------------ | ----------------------------------- | ------------- | ------------- |
| 1                     | لوت كوبيكي               | إس دي وركس ‏                         | 3 س 33 د 55 ث |               |
| 2                     | لورينا ويبيس             | إس دي وركس ‏                         | + 11 ث        |               |
| 3                     | مارتا باستيانيلي         | يو أي أيه تيم ‏                      | + 11 ث        |               |
| 4                     | Emma Norsgaard           | موفيستار للسيدات ‏                   | + 11 ث        |               |
| 5                     | فايفر جورجي              | فريق سنويب للسيدات ‏                 | + 11 ث        |               |
| 6                     | أنوسكا كوستر             | فريق أونو إكس برو للدراجات للسيدات ‏ | + 11 ث        |               |
| 7                     | Quinty Ton ‏              | ليف ريسينغ ‏                         | + 11 ث        |               |
| 8                     | Christina Schweinberger ‏ | بلانتور بورا سيلينج تيم ‏            | + 11 ث        |               |
| 9                     | ثريا بالادين             | كانيون–إس آر إيه إم ‏                | + 11 ث        |               |
| 10                    | إليسا ونغو بورغيني       | Lidl–Trek (women's team) ‏           | + 11 ث        |               |
|                       |                          |                                     |               |               |
| مصدر: ProCyclingStats |                          |                                     |               |               |

### تصنيف النقاط
| تصنيف النقاط          | تصنيف النقاط           | تصنيف النقاط              | تصنيف النقاط | تصنيف النقاط |
| المتسابقة             | المتسابقة              | الفريق                    | النقاط       |              |
| --------------------- | ---------------------- | ------------------------- | ------------ | ------------ |
| 1                     | أماندا سبرات           | Lidl–Trek (women's team) ‏ | 706 نقطة     |              |
| 2                     | إليسا ونغو بورغيني     | Lidl–Trek (women's team) ‏ | 536 نقطة     |              |
| 3                     | غريس براون             | FDJ–Suez ‏                 | 510 نقطة     |              |
| 4                     | Loes Adegeest ‏         | FDJ–Suez ‏                 | 464 نقطة     |              |
| 5                     | لورينا ويبيس           | إس دي وركس ‏               | 448 نقطة     |              |
| 6                     | جورجيا وليامز          | EF Education–Tibco–SVB ‏   | 430 نقطة     |              |
| 7                     | لوت كوبيكي             | إس دي وركس ‏               | 400 نقطة     |              |
| 8                     | Danielle De Francesco ‏ | Zaaf Cycling Team ‏        | 370 نقطة     |              |
| 9                     | Ruby Roseman-Gannon ‏   | Liv AlUla Jayco ‏          | 360 نقطة     |              |
| 10                    | Gaia Realini ‏          | Lidl–Trek (women's team) ‏ | 360 نقطة     |              |
|                       |                        |                           |              |              |
| مصدر: ProCyclingStats |                        |                           |              |              |

## تصنيف الفرق

### الفرق حسب النقاط
| ترتيب الفرق حسب النقاط | ترتيب الفرق حسب النقاط    | ترتيب الفرق حسب النقاط | ترتيب الفرق حسب النقاط |
| الفريق                 | الفريق                    | النقاط                 |                        |
| ---------------------- | ------------------------- | ---------------------- | ---------------------- |
| 1                      | Lidl–Trek (women's team) ‏ | 1720 نقطة              |                        |
| 2                      | FDJ–Suez ‏                 | 1173 نقطة              |                        |
| 3                      | إس دي وركس ‏               | 1139 نقطة              |                        |
| 4                      | يو أي أيه تيم ‏            | 928 نقطة               |                        |
| 5                      | EF Education–Tibco–SVB ‏   | 800 نقطة               |                        |
| 6                      | رالي سايكلنج ‏             | 784 نقطة               |                        |
| 7                      | Liv AlUla Jayco ‏          | 670 نقطة               |                        |
| 8                      | Zaaf Cycling Team ‏        | 650 نقطة               |                        |
| 9                      | كانيون–إس آر إيه إم ‏      | 526 نقطة               |                        |
| 10                     | فريق سنويب للسيدات ‏       | 515 نقطة               |                        |
|                        |                           |                        |                        |
| مصدر: ProCyclingStats  |                           |                        |                        |

## تصانيف فرعية

### تصنيف أفضل شاب
| تصنيف أفضل شابة       | تصنيف أفضل شابة      | تصنيف أفضل شابة           | تصنيف أفضل شابة | تصنيف أفضل شابة |
| المتسابقة             | المتسابقة            | الفريق                    | الوقت           |                 |
| --------------------- | -------------------- | ------------------------- | --------------- | --------------- |
| 1                     | Henrietta Christie ‏  | رالي سايكلنج ‏             |                 |                 |
| 2                     | Eleonora Gasparrini ‏ | يو أي أيه تيم ‏            |                 |                 |
| 3                     | Gaia Realini ‏        | Lidl–Trek (women's team) ‏ |                 |                 |
|                       |                      |                           |                 |                 |
| مصدر: ProCyclingStats |                      |                           |                 |                 |

## وصلات خارجية
- الموقع الرسمي
- لمحة عن سباق سباق أوملوب هيت نيوسبلاد للسيدات 2023 على موقع  ProCyclingStats   (برو  سايكلنج  ستاتس) - إحصاءات  محترفي  الدراجات.
- سباق أوملوب هيت نيوسبلاد للسيدات 2023 على موقع إحصائيات الدراجات الإحترافية (الإنجليزية)